# نیک پالاتاس
نیک پالاتاس (انگلیسی: Nick Palatas؛ زادهٔ ۲۲ ژانویهٔ ۱۹۸۸) بازیگر اهل ایالات متحده آمریکا است. پالاتاس در سه فیلم کوتاه به نام‌های منطقه عاشقی، عشق، و هوایی که تنفس می‌کنیم بازی کرده‌است. بیشترین حضور او در تبلیغات بوده‌است. در سال ۲۰۰۹ او در نقش شگی راجرز در فیلم کارتونی اسکوبی دوو! معما آغاز می‌شود بازی کرد و مجدداً صداگذاری این نقش را در فیلم کارتونی اسکوبی دوو! نفرین دریاچه هیولا در سال ۲۰۱۰ انجام داد. پیش از پالاتاس، متیو لیلارد صداگذاری شگی راجرز در مجموعه اسکوبی دوو را انجام می‌داد اما بعدها این نقش، به پالاتاس داده شد.
پالاتاس نژاد اسلواکی، انگلیسی و آلمانی دارد.